# Matasellos

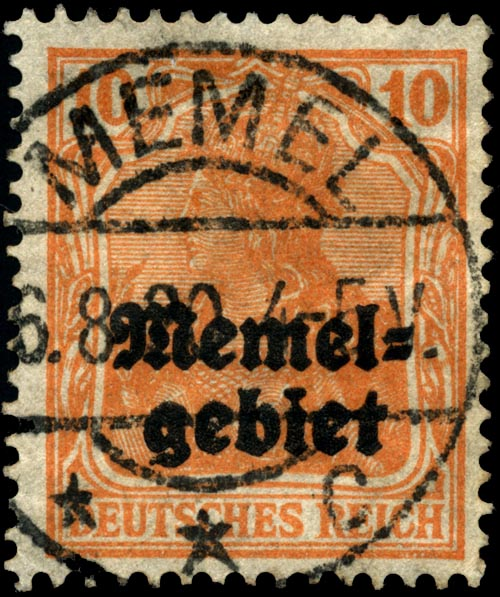
Matasello y sobrecarga de Memel sobre un sello de correos de Alemania

Se llama matasellos a la cancelación u obliteración empleada en correos para inutilizar un sello de modo que no se vuelva a utilizar.

## Historia
Con el nacimiento de los sellos a mediados del siglo XIX surgió también el problema de evitar que se utilizaran en ocasiones sucesivas eludiendo así la obligación de su pago. Para ello se creó un sello o timbre que en el argot postal se llama matasellos.
El primero que se utilizó fue en el año 1850 y afectaba la forma de estrella. Se introdujeron algunas variantes en los años sucesivos hasta dejarlo reducido a la estampación de rayas, puntos y aún figuras. Más tarde, se complicó proveyéndole de agudas puntas y al mismo tiempo que imprimía estas huellas trepaba el sello.
Los primeros fechadores que se utilizaron en España fueron creados por la Real Orden de 16 de septiembre de 1853 y empezaron a utilizarse a principios de 1854. El fechador de 1854 es conocido como de tipo I. Fue sustituido en 1857 por el tipo II unos milímetros más fino. El precedente de estos fechadores es el Baeza, que fue introducido en 1842 por Juan Baeza, director general de Correos de la época. El Baeza, estampado en varios colores dependiendo de la carrera aunque más habitualmente en rojo, no era un matasellos sino que se estampaba en los frontales de las cartas para conocer su origen y calcular las tarifas. Sin embargo, cuando el 1 de enero de 1850 empezaron a circular los primeros sellos en España no se había diseñado ningún matasellos, y hasta febrero de 1850 se usó el Baeza como matasellos. A partir de febrero ya se empezó a usar el matasellos con forma de estrella o araña y que se conoce precisamente con este nombre, araña. Después del matasellos araña se utilizó la parrilla, un anulador oval con líneas paralelas. A partir de 1858 y coincidiendo con los fechadores, se usó de forma masiva el matasellos rueda de carreta, que eran dos círculos concéntricos con el número de la administración postal en medio

## Abreviaturas utilizadas en los matasellos
- ADMON: Administración (oficina de correos en Perú)
- AM: Ante meridiem (Antes del mediodía)
- OP: Oficina Principal (oficina de correos en la localidad en cuestión)
- OPT: Oficina Postal Telegráfica (oficina de correos en Venezuela)
- PD: Publicidad Directa
- PM: Post meridiem (Después del mediodía)